# Md Ruman Shana
Mohammad Ruman Shana (né le 8 juin 1995 à Koyra au Bangladesh) est un archer bangladais.

## Biographie
Shana fait ses débuts au tir à l'arc en 2010. Ses premières compétitions internationales ont lieu cette même année. Le 13 juin 2019, à la surprise générale, Shana défait le double champion du monde Kim Woo-jin au quatrième tour des championnats du monde de 2019. Cette victoire permet à son pays à remporter sa première qualification pour les Jeux olympiques, toutes les autres apparitions bangladaises étant sur invitation. Il bat par la suite le néerlandais Sjef van den Berg en quart de finale, mais est ensuite défait par le futur médaillé d'argent, Khairul Anuar Mohamad, en demi-finale. Le 16 juin 2019, il défait Mauro Nespoli pour remporter la médaille de bronze. Il s'agit de la première médaille du Bangladesh aux championnats du monde.
Le 14 novembre 2022, Shana reçoit une suspension de deux ans par la Fédération du Bangladesh de tir à l'arc pour avoir à répétition brisé les règles de la fédération.

## Palmarès
- Championnats du monde[2]
  -  Médaille de bronze à l'épreuve individuelle homme aux championnats du monde de 2019 à Bois-le-Duc.

## Vie personnelle
Shana s'est marié à Diya Siddique, archère avec qui il a fait régulièrement équipe dans les épreuves mixte, à Nilphamari en 2023.